# Единичный круг
Единичный круг — круг радиуса 1 на евклидовой плоскости (рассматриваемый обычно на комплексной плоскости); «идиоматическая» область в комплексном анализе.

## Определение
Единичный круг — открытое подмножество комплексной плоскости, задаваемое неравенством
{\displaystyle |z|<1} или (что то же самое), {\displaystyle z{\bar {z}}<1}.
В действительных координатах {\displaystyle x+iy=z} неравенство выглядит как:
{\displaystyle x^{2}+y^{2}<1}.
Круг связен и односвязен (например, в силу выпуклости).
Границей единичного круга является единичная окружность.
Единичный круг обычно обозначается как {\displaystyle \Delta } или {\displaystyle D}.

## Автоморфизмы единичного круга
С точки зрения конформных отображений, автоморфизмы единичного круга составляют 3-мерную группу Ли, состоящую из дробно-линейных отображений специального вида:
{\displaystyle f(z)=e^{i\varphi }{\frac {z+b}{1+{\bar {b}}z}},\ |b|<1}
Две степени свободы b обеспечиваются возможностью отобразить 0 (центр) в произвольную точку круга, а одна ({\displaystyle \varphi }) — поворотами.
С точки зрения евклидовой геометрии, разумеется, кроме поворотов у круга автоморфизмов (движений) нет.

## Модель Пуанкаре
Оказывается, что конформные автоморфизмы круга можно рассматривать и как метрические, но если рассмотреть на круге особую (неевклидову) метрику — метрику Пуанкаре:
{\displaystyle ds^{2}=4{\frac {dz\,d{\bar {z}}}{(1-|z|^{2})^{2}}}=4{\frac {dx^{2}+dy^{2}}{(1-x^{2}-y^{2})^{2}}}.}
Круг оказывается, таким образом, моделью плоскости Лобачевского.

## Круг или полуплоскость?
С точки зрения комплексного анализа, в принципе, нет разницы, которую из односвязных областей на плоскости рассматривать — по теореме Римана они все эквивалентны (кроме самой плоскости).
Чаще всего используют единичный круг и верхнюю полуплоскость.
И единичный круг, и полуплоскость можно рассматривать как половинки сферы Римана, разрезанной большой окружностью.
Однако, для исследований связанных со степенными рядами удобнее рассматривать именно круги (см. круг сходимости).

## Другие значения
В принципе, «единичным кругом» можно назвать круг единичного радиуса с центром не обязательно в нуле (начале координат), и не на евклидовой плоскости.